# Eresia nigra
Eresia nigra är en fjärilsart som beskrevs av Rosenberg och Talbot 1914. Eresia nigra ingår i släktet Eresia och familjen praktfjärilar. Inga underarter finns listade i Catalogue of Life.